# 国鉄ワフ2900形貨車
国鉄ワフ2900形貨車（こくてつワフ2900がたかしゃ）は、かつて日本国有鉄道（国鉄）およびその前身である鉄道省等に在籍した8 t 又は10 t 積みの有蓋緩急車である。
本形式と同じ種車を使用して別形式となったワフ3300形についても本項目で解説する。

## ワフ2900形
1928年（昭和3年）5月の車両称号規程改正によりワフ20500形の一部及び、ワフ20800形はワフ2900形（ワフ2900 - ワフ3107、ワフ3058欠）1形式にまとめられ形式名変更された。ワフ20500形の残り車両はワフ3300形とされた。
形式名変更後の1934年（昭和9年）6月1日に秋田鉄道が国有化され、秋田鉄道に在籍していた車両3両（ワブ3 - ワブ5→ワフ3108 - ワフ3110）が本形式に編入された。また1937年（昭和12年）9月1日に横荘鉄道西線（現在の由利高原鉄道鳥海山ろく線）も国有化され、横荘鉄道西線に在籍していた1両（ワブ701→ワフ3111）は本形式へ編入された。秋田鉄道、横荘鉄道より編入された車両は7 t 積みとされた。ワフ3111は1942年（昭和17年）3月土崎工場にてワ1形ワ9449へ改造された。
以上合計211両（ワフ2900 - ワフ3111、ワフ3058欠）の車両が運用された。
車体塗色は黒一色であり、寸法関係は一例として、全長は8,058 mm、全幅は2,648 mm、全高は3,632 mm、自重は9.7 t - 11.4 tである。
車齢の高い車両ではあるが戦後複数回行われた形式廃車には一度も該当せずに運用された。廃車が進められる中で実車と台帳記録がかみ合わず1959年（昭和34年）調査で在籍車なしが確認され形式消滅した。

## ワフ3300形
1928年（昭和3年）5月の車両称号規程改正によりワフ5000形及びワフ20500形の一部はワフ3300形1形式にまとめられ形式名変更された。ワフ20500形の車両が何故2形式に分割されたのかは不明である。
ワフ3300形は合計1,164両（ワフ3300 - ワフ4556,93両欠）の車両が運用され、これは日本の有蓋緩急車の中では2番目に車両数の多い形式である。
車体塗色は黒一色であり、寸法関係は一例として、全長は7,951 mm、全幅は2,515 mm、全高は3,493 mm、実容積は23.6 m3、自重は10.2 t - 10.6 tである。
本形式も戦後複数回行われた形式廃車には一度も該当せずに運用された。廃車が進められる中で実車と台帳記録がかみ合わず1959年（昭和34年）調査で在籍車なしが確認され形式消滅した。

### 種車履歴
| 新形式番号                     | 旧形式名    | 旧形式番号                                 | 製造所                       | 製造年             | 旧所有者 |
| ------------------------------ | ----------- | ------------------------------------------ | ---------------------------- | ------------------ | -------- |
| ワフ3300形 ワフ3300 - ワフ3503 | ワフ5000形  | ワフ5000 - ワフ5224                        | 大宮工場、盛岡工場、土崎工場 | 1911年（明治44年） | -        |
| ワフ3300形 ワフ3504 - ワフ3916 | ワフ5000形  | ワフ5225 - ワフ5254、ワフ20000 - ワフ20499 | 日本車輌製造、川崎造船所     | 1912年（明治45年） | -        |
| ワフ3300形 ワフ3991 - ワフ4556 | ワフ20500形 | ワフ20500 - ワフ20749                      | 日本車輌製造、大宮工場       | 1912年（大正元年） | -        |
| ワフ2900形 ワフ2900 - ワフ2993 | ワフ20800形 | ワフ20800 - ワフ20899                      | 旭川工場、岩見沢工場         | 1913年（大正2年）  | -        |
| ワフ3300形 ワフ3991 - ワフ4556 | ワフ20500形 | ワフ20900 - ワフ21049                      | 汽車製造、神戸工場           | 1913年（大正2年）  | -        |
| ワフ2900形 ワフ2994 - ワフ3041 | ワフ20800形 | ワフ21050 - ワフ21099                      | 日本車輌製造、天野工場       | 1913年（大正2年）  | -        |
| ワフ2900形 ワフ3042 - ワフ3107 | ワフ20500形 | ワフ21100 - ワフ21169                      | 札幌工場、旭川工場           | 1914年（大正3年）  | -        |
| ワフ3300形 ワフ3991 - ワフ4556 | ワフ20500形 | ワフ21170 - ワフ21469                      | 天野工場                     | 1915年（大正4年）  | -        |
| ワフ2900形 ワフ3108 - ワフ3110 | ?           | ワブ3 - ワブ5                              | 天野工場                     | 1915年（大正4年）  | 秋田鉄道 |
| ワフ2900形 ワフ3111            | ワブ701形   | ワブ701                                    | ?                            | ?                  | 横荘鉄道 |